# Lacerba
Lacerba è stata una rivista letteraria italiana fondata a Firenze il 1º gennaio 1913 da Giovanni Papini e Ardengo Soffici. Il periodico si avvalse della collaborazione di Aldo Palazzeschi e Italo Tavolato ponendosi su posizioni simili a quelle del Leonardo e aderendo al Futurismo.

## Fondazione
L'origine del nome è da ricercarsi nella storia fiorentina. In Via de' Cerretani, lungo il muro di un antico convento si può scorgere, in alto, una testa marmorea che si sporge a guardare sulla strada. Secondo una leggenda, sarebbe la testa di una persona che, vedendo Cecco d'Ascoli andare verso il patibolo, lo prese in giro. Il mago, adirato, gli scagliò contro la sua maledizione e la pietrificò. È la testa di “Non morirà mai”. Il quindicinale, stampato in caratteri rosso mattone ed in seguito neri, riprendeva il titolo dal poema trecentesco di Cecco d'Ascoli - L'Acerba - inserendone nella testata un verso: «Qui non si canta al modo delle rane».
Nel primo numero la rivista dichiara il suo programma rivendicando la piena libertà e autonomia dell'arte, l'esaltazione anarchica del "genio" e del "superuomo" e un rilancio della letteratura frammentaria. Papini scrive articoli provocatori (come Freghiamoci della politica); Soffici scrive del cubismo e tiene la rubrica fissa Giornale di bordo; Palazzeschi è presente con numerose liriche (come Una casina di cristallo, Postille, Pizzicheria); Tavolato scrive articoli scandalistici (come Elogio della prostituzione, Bestemmia contro la democrazia).

## Storia
La rivista, vista la sua natura e il suo programma anti-passatista, accoglie ben presto il contributo (che presto diventerà invadenza tematica) dei futuristi che, dal 15 marzo 1913, iniziano ad occupare posti di primo piano. Compaiono così frequentemente i nomi di Filippo Tommaso Marinetti, Luciano Folgore, Umberto Boccioni, Carlo Carrà e Corrado Govoni.
Chi non riconosce agli uomini di ingegno, agli inseguitori, agli artisti il pieno diritto di contraddirsi da un giorno all'altro non è degno di guardarti.
Tutto è nulla, nel mondo, tranne il genio.
Le nazioni vadano in sfacelo ma crepino di dolore i popoli se ciò è necessario perché un uomo creatore viva e vinca.
Le religioni, le morali, le leggi hanno la sola scusa nella fiacchezza e canaglieria degli uomini e nel loro desiderio di star più tranquilli e di conservare alla meglio i loro aggruppamenti. Ma c'è un piano superiore - dell'uomo solo, intelligente e spregiudicato - in cui tutto è permesso e tutto è legittimo. Che lo spirito almeno sia libero!
Di serietà e di buon senso si fa oggi un tal spreco nel mondo, che noi siamo costretti a farne una rigorosa economia. In una società di pinzoncheri anche il cinico è necessario.
Noi siamo inclini a stimare il bozzetto più della composizione, il frammento più della statua, l'aforisma più del trattato, il genio mancato e disgraziato ai grand'uomini olimpici e perfetti venerati dai professori.
Queste pagine non hanno affatto lo scopo né di far piacere, né d'istruire, né di risolvere con ponderanza le più gravi questioni del mondo.
Sarà questo un foglio stonato, urtante, spiacevole e personale.
Sarà uno sfogo per nostro beneficio e per quelli che non sono del tutto rimbecilliti dagli odierni idealismi, riformismi, umanitarismi, cristianismi e moralismi"
Nel n. 18 (15 settembre 1913), un "manifesto-sintesi" del poeta francese Guillaume Apollinaire riassume "L'antitradizione futurista", applicando la tecnica delle parole in libertà, mentre Boccioni, Carrà, Severini e Balla confermano a Marinetti, con le loro opere, l'idea della simultaneità.
Nel n. 19 del 1º ottobre i futuristi pubblicano il manifesto del "Teatro di varietà".
Nel n. 20 del 15 ottobre 1913, Lacerba pubblica il Programma politico futurista, seguito da una Postilla del neofita futurista Papini. Il manifesto politico si rivolge agli elettori futuristi in vista delle elezioni del 26 ottobre 1913, le prime a suffragio universale maschile, invitandoli a votare contro le liste clerico-liberali-moderate di Giovanni Giolitti e del cattolico Vincenzo Ottorino Gentiloni e contro il programma democratico-repubblicano-socialista.
Sempre come rivista d'arte e di pensiero che intende portare il pubblico a conoscenza delle forme più avanzate dell'arte moderna, Lacerba pubblica, nel n. 15 del 1º agosto 1914, il Manifesto dell'architettura futurista. Peraltro, il 15 febbraio precedente, Giovanni Papini aveva pubblicato sulla rivista il noto articolo "Il cerchio si chiude", polemico con il cosiddetto "marinettismo", considerato intriso di modernolatria e del culto per la macchina.
Alla fine del 1914 avviene la rottura definitiva con il movimento futurista. Il legame era durato un anno (marzo 1913 - marzo 1914) per un totale di 24 numeri.
Quando scoppia la prima guerra mondiale e l'Italia dichiara la sua neutralità, Lacerba, dal n. 16 (15 agosto 1914), passa dal disimpegno politico precedentemente espresso ad un forte entusiasmo politico interventista e afferma che la rivista, da quel numero in poi, sarà solamente politica per riprendere l'«attività teoretica e artistica a cose finite». Appaiono così violenti articoli attivistici contro il governo "vile" e verso i "piagnoni" neutralisti e socialisti.
Nel 1915 Giovanni Papini assume la direzione unica della rivista (prima condivisa con Soffici, che peraltro continua a collaborare). Con il ritorno di Aldo Palazzeschi, a cui è affidata una rubrica fissa (Spazzatura), letteratura ed arte rientrano sulle pagine di Lacerba, accanto agli articoli politici. In febbraio un articolo firmato da Palazzeschi, Papini e Soffici (Futurismo e marinettismo) sancisce il divorzio tra i tre fiorentini (che si proclamano i soli autentici futuristi) e i futuristi milanesi, chiamati con dispregio "marinettisti". Con questo episodio si conclude la prima stagione del futurismo fiorentino.
La rivista cessa le pubblicazioni il 22 maggio 1915, due giorni prima dell'entrata in guerra dell'Italia: l'ultimo editoriale di Papini reca il titolo Abbiamo vinto!.

## Edizioni di Lacerba
Parallelamente alla rivista nacque la casa editrice. Pubblicò opere di:
- Giovanni Papini (Discorso di Roma, Il mio Futurismo, Il crepuscolo dei filosofi);
- I manifesti del Futurismo, lanciati da Marinetti, Boccioni, Carrà, Balla ed altri;
- Ardengo Soffici, L'Arlecchino.

## Manifesto politico futurista
"Italia sovrana assoluta. - La parola ITALIA deve dominare sulla parola LIBERTÀ. Tutte le libertà, tranne quella di essere vigliacchi, pacifisti, anti-italiani.
Una più grande flotta e un più grande esercito; un popolo orgoglioso di essere italiano, per la guerra sola igiene del mondo e per la grandezza di un'Italia intensamente agricola, industriale e commerciale.
Difesa economica ed educazione patriottica del proletariato.
Politica estera cinica, astuta e aggressiva. - Espansionismo coloniale. - Liberismo. - Irredentismo. - Panitalianismo. - Primato dell'Italia.
Anticlericalismo e antisocialismo.
Culto del progresso e della velocità, dello sport, della forza fisica, del coraggio temerario, dell'eroismo e del pericolo, contro l'ossessione della cultura, l'insegnamento classico, il museo, la biblioteca e i ruderi. - Soppressione delle accademie e dei conservatori.
Molte scuole pratiche di commercio, industria e agricoltura. - Molti istituti di educazione fisica,- ginnastica quotidiana nelle scuole. - Predominio della ginnastica sul libro.
Un minimo di professori, pochissimi avvocati, moltissimi agricoltori, ingegneri, chimici, meccanici e produttori di affari.
Esautorazione dei morti, dei vecchi e degli opportunisti, in favore dei giovani audaci.
Contro la monumentonomia e l'ingerenza del Governo in materia d'arte.
Modernizzazione violenta delle città passatiste (Roma, Venezia, Firenze, ecc.)
Abolizione dell'industria del forestiero, umiliante ed aleatoria".

## I principali autori della rivista
- Fernando Agnoletti
- Guillaume Apollinaire
- Bino Binazzi
- Umberto Boccioni
- Umberto Bottone (Auro D'Alba)
- Paolo Buzzi
- Francesco Cangiullo
- Dino Campana
- Carlo Carrà
- Enrico Cavacchioli
- Mario De Leone
- Giuseppe De Robertis
- Elettrone Rotativi (Ardengo Soffici)
- Bruno Fallaci
- Luciano Folgore
- Paul Fort
- Max Jacob
- Piero Jahier
- Guglielmo Jannelli
- Karl Kraus
- Jules Laforgue
- Arrigo Levasti
- Georg Lichtenberg
- Gian Pietro Lucini
- Stéphane Mallarmé
- Filippo Tommaso Marinetti
- Nicola Moscardelli
- Arturo Onofri
- Aldo Palazzeschi
- Giovanni Papini
- Giuseppe Prezzolini
- Silvio Pucci
- Ottone Rosai
- Luigi Russolo
- Antonio Sant'Elia
- Camillo Sbarbaro
- Gino Severini
- Ardengo Soffici
- Silvio Spaventa
- Sergio Tofano
- Ugo Tommei
- Giuseppe Ungaretti
- Ambroise Vollard